# Xã South Benton, Quận Dallas, Missouri
Xã South Benton (tiếng Anh: South Benton Township) là một xã thuộc quận Dallas, tiểu bang Missouri, Hoa Kỳ. Năm 2010, dân số của xã này là 2.376 người.